# Luigi Fecia di Cossato (1841-1921)
Luigi Fecia di Cossato (Torino, 1º ottobre 1841 – Firenze, 14 dicembre 1921) è stato un generale e politico italiano.